# Karma Rangyung Künkhyab Trinley
Karma Rangyung Künkhyab Trinley, tijdens zijn leven meestal Kalu Rinpoche genoemd, (Kham, 1905 - 10 mei 1989) was een Tibetaans Boeddhistisch meditatiemeester en een van de eerste lamas die in het Westen onderricht gaf. Kalu-rinpoche is tevens oprichter van het Rimay Karma Ling Instituut in Frankrijk, het eerste Tibetaanse klooster in Europa.

## Leven
Kyabje Dorje Chang Kalu-rinpoche werd in 1905 geboren in Treshö Gangchi Rawa in Kham. Toen hij 15 jaar was, ging hij studeren aan het klooster van Palpung, het belangrijkste centrum van de karma kagyü en studeerde daar meer dan een decennium bij Jamgon Kongtrül Lodrö Thaye, die later de Rimé-beweging oprichtte, en de vijftiende karmapa Khakyab Dorje.
Toen hij 25 was, verliet Kalu-rinpoche het klooster om de daaropvolgende 15 jaar als yogi in de bossen te gaan wonen en stond bij de nomaden en dorpelingen bekend als groot bodhisattva. Daarna keerde hij terug naar het klooster en werd aangesteld als tantrameester en gaf daar veel les. Vervolgens reisde hij veelvuldig door centraal Tibet om les te geven. Toen hij in Kham terugkwam werd hij abt van het meditatiecentrum van Palpung en leraar van de zestiende karmapa.
In 1959 vluchtte hij uit Tibet naar India. Kalu-rinpoche reisde vervolgens veel door de Verenigde Staten en Europa om onderricht te geven en stichtte vele centra in tientallen landen. Hij stichtte in Sonada, Frankrijk een klooster met retraitecentrum, zodat de driejarige retraites ook in Europa konden worden gegeven. In 1980 was het klooster en retraitecentrum gereed. Er zijn plannen om daar ook een boeddhistische universiteit op te richtten. 10 mei 1989 overleed Kalu-rinpoche in zijn klooster in Sonada.
Hij werd opgevolgd door Kalu rinpoche Yangsi (17 september 1990).